# Cilibia
Cilibia è un comune della Romania di 1 912 abitanti, ubicato nel distretto di Buzău, nella regione storica della Muntenia.
Il comune è formato dall'unione di 5 villaggi: Cilibia, Gara Cilibia, Mînzu, Movila Oii, Poșta.